# Tô Ryca
Tô Ryca (estilizado como Tô Ryca!) é um filme de comédia brasileiro de 2016, dirigido por Pedro Antonio e estrelado por Samantha Schmütz. O filme também conta com as atuações de Marcelo Adnet, Katiuscia Canoro, Marcus Majella, Fabiana Karla, Anderson Di Rizzi, Mauro Mendonça e Marília Pêra.
Foi último filme de Pêra, que faleceu durante a pós-produção, sendo dedicado à sua memória.
Teve recepção mista pela crítica, levando 1.119.716 de pessoas aos cinemas.
Segundo a revista Veja, o enredo do filme é idêntico à comédia americana Chuva de Milhões, de 1985.
Uma sequência, Tô Ryca 2, foi lançada em 2022.

## Sinopse
O filme conta a história de Selminha Oléria Silva, conhecida como SOS, uma frentista que tem a chance de deixar seus dias de pobreza para trás ao descobrir uma herança de família. Mas para conseguir colocar a mão nessa grana, ela terá que cumprir o desafio lançado por seu tio: precisa gastar R$ 30 milhões em 30 dias, sem acumular nada e nem contar para ninguém. Mas, nessa louca maratona, ela vai acabar descobrindo que tem coisas que o dinheiro não compra.

## Elenco
- Samantha Schmütz como Selma Oléria Silva (Selminha / S.O.S) / Tio Olério
- Katiuscia Canoro como Luane
- Marcus Majella como Ulysses
- Fabiana Karla como Marilene
- Anderson Di Rizzi como Nico
- Marcello Melo Jr. como Rubens
- Marcelo Adnet como Falácio Fausto
- Mauro Mendonça como dr. Odair
- Marília Pêra como Madame Claude
- Fiorella Mattheis como Patrícia
- João Camargo como Concierge
- Cristina Pereira como Nedéia Pontes
- Simone Soares como Simone
- João Côrtes como funcionária do hotel
- Flávio Pardal como Dinei
- Raphael Logam como motorista da van
- Flávia Reis como funcionária da Madame Claude
- Cássio Pandolph como Waldick
- Sílvio Matos como Belchior
- Leo Castro como vendedor de coxinhas
- Larissa Câmara como recepcionista
- Xando Graça como patrão de Selminha
- Paulo Mathias Jr. como assessor do Falácio
- Patrícia Pinho como Irmã Everalda

## Produção
As filmagens do filme ocorreram nos bairros de Quintino, Centro, Barra da Tijuca e Flamengo, na cidade do Rio de Janeiro. As gravações com o elenco tiveram início em janeiro de 2015.
A produção foi o último filme da atriz Marília Pêra, que faleceu durante a pós-produção do filme, em 5 de dezembro de 2015.

## Lançamento

### Lançamento e bilheteria
O filme foi lançado nos cinemas brasileiros em 22 de setembro de 2016 pela Paris Filmes e Downtown Filmes. Em sua primeira semana, alcançou o total de 210.581 ingressos vendidos, o que é considerado satisfatório para produções nacionais. Na terceira semana, o filme já havia vendido quase 700 mil ingressos. No fim de novembro de 2016, o filme alcançou a marca de 1.119.716 ingressos vendidos.

## Recepção

### Resposta crítica
Apesar de ter feito sucesso entre o público, Tô Ryca recebeu críticas mistas e negativas dos especialistas em cinema. No site AdoroCinema, o filme detém uma média de 2,2 de 5 estrelas com base em resenhas publicadas na imprensa brasileira. Entretanto, quando se trata da média entre as avaliações e críticas dos usuários do site, o numero é superior, sendo ele 3,3 de 5 estrelas em julho de 2021.
Robledo Milani, em sua crítica ao site Papo de Cinema, escreveu: "Depois de um momento em que toda comédia nacional campeã de bilheteria tinha como marca o “padrão Globo de qualidade” (tanto em aspecto como no discurso), o que se percebe agora é que essa corrente está abrindo espaço para umtipo de humor mais sofisticado, ainda que não abra mão de ser popular." Para a revista Veja, Tiago Faria escreveu: "Depois de Até que a Sorte Nos Separe e Um Suburbano Sortudo, Tô Ryca! é a nova aposta brasileira sobre zés-ninguém [...] puseram a mão numa fortuna. [...] À vontade em cena, Samantha Schmütz garante risadas. O roteiro, no entanto, aborrece quando tenta criticar o espetáculo da política brasileira."
Anderson Gonçalves, para a Gazeta do Povo, criticou duramente a produção, escrevendo: "Tô Ryca é seguramente um dos piores filmes brasileiros de 2016. A comédia do diretor estreante Pedro Antonio tem todos os defeitos necessários para afugentar os fãs de cinema: roteiro capenga, atuações caricatas e piadas manjadas, muitas delas apoiadas em estereótipos e situações repetitivas."